# Brian Howard (poeta)
Brian Christian de Claiborne Howard (Hascombe, Gran Bretaña, 13 de marzo de 1905 - 15 de enero de 1958) fue un poeta y periodista británico. Sus colaboraciones en prensa aparecieron en el semanario izquierdista New Statesman.

## Biografía
Howard nació en un pueblo del condado de Surrey, pero pronto se trasladó a Londres. Sus padres eran de origen estadounidense: el padre, Francis Gassaway Howard, un empresario que junto al pintor James McNeill Whistler fundó la International Society of Sculptors, Painters and Gravers; la madre, Lura, era hija de William Chesser, un capitán de artillería que luchó en el bando nordista durante la Guerra de Secesión Estadounidense. En Londres, Brian Howard estudió en la Gibbs Day School y en 1918 ingresó en el Colegio Eton. Allí fundó en febrero de 1922 (junto a Alan Clutton-Brock y a Harold Acton) la Eton Society of Arts, que contará entre sus miembros a futuras personalidades de la literatura como Cyril Connolly, Olivier Messel, Anthony Powell o Henry Yorke. En marzo del mismo año, funda junto a Harold Acton la revista literaria Eton Candle, en la que publicarán los hermanos Sitwell, Maurice Baring y Aldous Huxley. En 1923 ingresó, no sin dificultades, en el college Christ Church de Oxford. Allí se convirtió en un miembro prominente de los selectos y diletantes grupos de estudiantes que, más tarde, se conocerán como Oxford Wits y que Evelyn Waugh reflejó en su novela Retorno a Brideshead. En concreto, Howard fue uno de los Hypocrites, grupo al que pertenecían Harold Acton, David Cecil, L. P. Hartley y el propio Evelyn Waugh.
En esta época, Howard ya había publicado algún poema bajo pseudónimo: en 1920 había aparecido su poema Balloons (con la firma de «Jasper Proude») en el semanario de vanguardia The New Age de A. R. Orage; al año siguiente, otro poema fue incluido en la antología Wheels realizada por la familia Wheels; en esta ocasión, Howard firmó como «Charles Orange». Harold Acton y Peter Quennell editaron la antología Oxford Poetry 1924 en la que figuran dos poemas de Howard: Scenic Railway y Panorama seen by the young American woman sleeping.
En 1927 abandonó Oxford tras dos fracasos sucesivos en los exámenes finales de Derecho. Se dedicó a partir de entonces a una intensa vida social en Londres, a vivir a costa de la asignación de su madre y a viajar por Europa con su amante alemán, del que sólo se conoce su nombre, Toni (el mismo que Waugh asignará al amante de Sebastian Flyte en Regreso a Brideshead). En Berlín, frecuentará el círculo de Christopher Isherwood y de W.H. Auden. Sólo publicará un poemario importante, God Save the King (Hours Press, 1930). La guerra civil española también le inspirará poemas de ocasión, en los que no trabajó seriamente. Su obra literaria se vio muy afectada por su alcoholismo y su afición a las drogas.
Durante la Segunda Guerra Mundial trabajó para el MI5 (servicio de espionaje británico), del que fue relevado por sus numerosas indiscreciones. Después, tuvo un puesto de escasa importancia en la Royal Air Force.
En la década de 1950 su salud decayó. Se suicidó con sedantes tras la muerte repentina, pero natural de su novio Sam en su bañera. Está enterrado en el cementerio de Caucade, en Niza.